# Tsubasa: Reservoir Chronicle
Tsubasa: Reservoir Chronicle (яп. ツバサ-RESERVoir CHRoNiCLE) — сьонен-манґа, написана та проілюстрована групою манґак CLAMP. Сюжет відбувається у вигаданому всесвіті, так само як і в багато інших манґах студії CLAMP, в першу чергу, xxxHolic. За сюжетом, Сакура, принцеса Королівства Клоу, втрачає свою душу, і Сяоран, молодий археолог, друг її дитинства, йде на пошуки, щоб врятувати її. Відьма вимірів Юко Ітіхара доручає Сяорану йти з двома іншими особами, Куроґане і Фаєм Д. Флоурайтом. Вони шукають спогади Сакури у вигляді пір'їн, що розкидані в різних світах, тільки їх збір допоможе врятувати душу Сакури. Tsubasa була задумана, коли чотири художники CLAMP захотіли створити мангу, що об'єднала би всі їхні попередні роботи. Дизайн головних персонажів був узятий з їх попередньої манги Cardcaptor Sakura (ось чому серед отаку і аніме-фанів часто мандрує думка, що Tsubasa: Reservoir Chronicle — це деяке продовження «Ловець карт Сакура»).
Манґа виходила в журналі Weekly Shonen Magazine видавництва Kodansha з 21 травня 2003 року по жовтень 2009 року. Було випущено 28 томів, на даний момент манґа завершена. У 2005 році манґа була адаптована в 52-серійний аніме-серіал. Аніме транслювали з 9 квітня 2005 по 4 листопада 2006 на каналі NHK. У 2005 році також вийшов короткометражний анімаційний фільм під назвою Tsubasa Chronicle the Movie: The Princess of the Country of Birdcages. Він триває тільки 30 хвилин. Пізніше вийшла OVA Tsubasa Tokyo Revelations. Її трансляція почалася з 16 листопада 2007 року і закінчилася 17 березня 2008 року. 17 березня 2009 року почалася трансляція OVA Tsubasa Shunraiki. Манґа була ліцензована компанією Del Rey Manga для публікації англійською мовою; також компанією Funimation Entertainment було ліцензовано аніме.
Манґа була сприятливо сприйнята як японськими, так і англійськими читачами. Продажі займали лідируючі позиції — в Японії до вересня 2009 року було продано понад 20 млн томів. І манґа, і аніме отримали позитивні відгуки критиків, що хвалили художнє оформлення твору та його зв'язок з попередніми роботами. Несподівані повороти сюжету в останніх розділах, які, на думку критиків, впливають на сюжет в цілому, були переважно оцінені позитивно, але також були розкритиковані за свою заплутаність.

## Сюжет
Історія починається з представлення двох друзів дитинства — молодого археолога Сяорана, який досліджує руїни в королівстві Клоу, і Сакури, принцеси світу Клоу і дочки останнього короля Клоу Ріда. Коли Сакура приходить до Сяорана в руїні, її душа приймає форму двох примарних крил, які розпадаються на пір'їни і переносяться в інші виміри. Сакура опинається при смерті і жрець Юкіто відправляє Сяорана з нею до Відьми Вимірів Юко Ітіхара, де Сяоран благає її врятувати Сакуру. До Юко також приходить ще дві людини: ніндзя Куроґане, який хоче повернутися додому, звідки був вигнаний принцесою своєї країни Томойо, щоб він дізнався значення справжньої сили; і маг Фай Д. Флоурайт, який втік зі свого світу і більше не бажає туди повертатися, аби не зустрітися з королем країни Целес Ашурою. В обмін на здатність подорожувати між вимірами Юко вимагає від кожного з них віддати те, що для них найбільш цінно. Для Куроґане — це його меч Гінрю, Фая — татуювання, яка обмежує його магічну силу, а Сяорана — всі спогади Сакури про нього. Юко знайомить їх з істотою на ім'я Мокона Модока, яка буде провідником і засобом пересування. Група відправляється в подорож крізь виміри в пошуках пір'їн Сакури. Після отримання першої пір'їни, Сакора прокидається і починає поступово відновлювати свої спогади. Спочатку вимушені бути разом, герої з часом прив'язуються один до одного і стають справжньою командою, Фай навіть жартома називає Сяорана і Куроґане родичами. З часом герої дізнаються, що кожне перо володіє власною унікальною силою і здатне наділити нею свого власника. Цікаво, що до 18 тома сюжет досить одноманітний, головні герої прибувають в новий світ, знаходять перо і вирушають далі, але потім у сюжеті з'являються несподівані повороти. У своєму пошуку вони проходять багато світів і читач (глядач) може помітити, що більша частина з них зустрічаються в інших роботах студії CLAMP.
Під час перебування в постапокаліптичному Токіо група дізнається, що Сяоран насправді клон, в правому оці якого знаходиться половина серця справжнього Сяорана. Кілька років тому Фей-Вонг Рід, чаклун, через якого Сакура втратила пам'ять, посадив справжнього Сяорана в темницю і створив його клона, щоб той шукав пір'я Сакури. Незабаром після того, як справжньому Сяорану вдається звільнитися, клон втрачає своє серце і стає бездушною лялькою, яка слідує за Фей-Ваном, зрадивши таким чином команду. Під час битви в резервуарі для води в підземеллі башті мерії Токіо, клон забирає ліве око Фая з метою заволодіти його магічною силою. На його шляху стає Кураґане, який рятує Фая від втрати ще одного ока. Щоб врятувати життя Фая, вампір Камуї та Кураґане, який стане відтепер його «їжею», дають йому свою кров. В обмін на втрачену під час сутички в резервуарі воду, Сакура відправляється в небезпечну подорож світом Токіо за завданням Юко, з якої повертається ледь жива. Для захисту будівлі з водою Сакура відмовляється забирати пір'їну та залишає її у воді. До групи приєднуються справжній Сяоран і разом з Сакурою, яка бажає врятувати клона і повернути його душу, вирушають в наступний світ.
Передбачивши майбутнє, де Фай в результаті прокляття Фей-Вонг Ріда вбиває справжнього Сяорана, Сакура в світі Інфініті бере удар на себе, після чого її душа відділяється від тіла, які відправляються у Світ Снів та Целес відповідно. Віддавши Юко гроші за перемогу у шахматному турнірі, група відправляється за тілом принцеси у світ Целес, де король Ашура показує неоднозначне минуле Фая. Через бажання короля померти від руки Фая, щоб зняти з нього прокляття необхідності вбити людину, що матиме більшу магічну силу, Фая і занурює його в сон, і тікає з країни, адже Ашура перший, хто добре ставився до Фая. Проте Кураґане вбиває короля і справджується друге прокляття Фей-Вонг Ріда — світ Целес починає закриватися. Сили Фая не вистачає, щоб відправити всю команду в інший світ, і, щоб забрати Фая з собою, Кураґане жертвує своєю лівою рукою. В Японії, світі Кураґане, під час битви за пір'їну Сяоран опиняється в Світі сну, де вступає в бій з клоном. При спробі отримати пір'я клон Сяорана випадково знищує душу Сакури, що намагалася врятувати справжнього Сяорана. Перед зникненням Сакура каже, що вона теж клон (але, на відміну від Сяорана, не тільки тіла, але й душі), взятої в полон Фей-Ваном Сакури. Фей-Ван заволодіває тілом Сакури, щоб скористатися її силою зберігати в собі спогади про різні світи, в яких вони побували. Від Юко група дізнається, що Фей-Ван зараз знаходиться в альтернативному вимірі (часовому розриві) королівства Клоу, що з'явився в результаті бажання Сяорана врятувати справжню Сакуру від смертельного прокляття. Щоб виконати це бажання, ціною якого були його час, свобода та відносини, Сяоран і став заручником Фей-Вана. За цю інформацію пам'яттю про батьків заплатив Ватанукі Кіміхіро, який виявляється ще одним втіленням Сяорана, поява якого була зумовлена пустотою у відносинах у реальному світі, що пов'язана з ув'язненням справжнього Сяорана.
Група вступає в бій з Фей-Вонгом, під час якого той знищує клона Сяорана, який його зраджує. Чаклун використовує силу двох Сакур, а також силу пера, що знаходиться в іншому світі (Токіо), але на цьому ж місці (руїнах храму), для того, щоб повернути до життя Юко, персональний час якої був випадково заморожений Клоу Рідом, таким чином перевершивши його. Юко використовує свою життєву силу і магію Клоу, щоб клони в минулому народилися наново і жили разом. Знаючи, що всі події повторяться знову, клони запечатують себе в магазині Юко в спеціальній трубці (яка показана на початку історії), щоб врятувати своїх дітей — Сяорана та Ватанукі. Під час битви в руїнах Юко звільняє їх і вони використовують свою магію, щоб очистити спогади пір'їн і таким чином відновити світ і порядок, зруйновані Фей-Вонгом. Він знов ув'язнює клонів в спеціальній трубці, але одночасно з ними там опиняються і справжні Сяоран і Сакура, які схопили їх за руки. Незважаючи на слова Фей-Вонга, що вони не зможуть вибратися зсередини, Сакури, використовуючи силу переміщуватися між вимірами, звільняють всіх чотирьох з трубки. В цей час Кураґане вдається вбити Фей-Вана, той говорить, що Сяоран такий же як і він, і теж має заплатити за свої гріхи. Таким чином Сяоран опиняється в проміжку між часом і простором, і там же виявляються клон Сяорана і Ватанукі. Після смерті творця клони Сакури і Сяорана зникають, залишивши після себе два пера, які вбираються справжніми. Щоб втекти з порожнечі, Сяоран і Ватанукі повинні самі вибрати ціну: тепер Сяоран повинен буде вічно подорожувати по вимірах, а Ватанукі залишиться в магазині Юко.
Група залишається в королівстві Клоу на відпочинок. Фай, Куроґане і Мокона вирішують знову приєднатися до Сяорана у його подорожах, який все ще сподівається знайти спосіб повернути клонів до життя. Сакура залишається в країні Клоу, розуміючи, що її присутність буде болісною для Сяорана. Мокона показує групі кільце Чорної Мокони, яке зберігає спогади Ватанукі та клона Сакури, таким чином вони зможуть часто повертатися в Клоу та магазинчик Юко. Перед розставанням Сяоран і Сакура признаються один одному в коханні. У момент розставання вони говорять один одному, що їх справжні імена — Цубаса (у перекладі з яп. — Крила).

## Виробництво
Tsubasa: Reservoir Chronicle бере свій початок з натхнення чотирьох членів команди Clamp пов'язати свої твори в реалістичний світі з роботами у різних світах фантазій. До початку робіт з Tsubasa:. Reservoir Chronicle Clamp-ом була створена манґа Сакура — ловець карт, з якої був узят дизайн двох головних героїв.

## Медіа

### Манґа
манґа написана і проілюстрована групою Clamp, Tsubasa: Reservoir Chronicle випускалася по частинах в Японії в Weekly Shonen Kodansha's Magazine у період з травня 2003 року по жовтень 2009 року. 233 глави, які називалися «Chapitre» (яп. シャピトル, Сяпітору), були об'єднані в 28 танкобонів, перший з яких вийшов 12 серпня 2003, а останній — 17 листопада 2009. Всі томи були опубліковані в ексклюзивних виданнях, що містять кольорові сторінки і нові ілюстрації.
Tsubasa увійшла до числа перших чотирьох серій манги (серед яких також були Mobile Suit Gundam SEED, Negima!Magister Negi Magi і xxxHolic), які в січні 2004 року були ліцензовані підприємством Del Rey Manga для публікації англійською мовою. Del Rey випустила перший том серії 27 квітня 2004 , а останній — 23 листопада 2010 року. Tanoshimi, британський підрозділ американської видавничої компанії Random House, публікував перші 14 томів у Великій Британії з 3 серпня 2006 по 5 червня 2008.